# Longitarsus lycopi
Longitarsus lycopi är en skalbaggsart som först beskrevs av Foudras 1860.  Longitarsus lycopi ingår i släktet Longitarsus, och familjen bladbaggar. Enligt den finländska rödlistan är arten nationellt utdöd i Finland. Enligt den svenska rödlistan är arten nära hotad i Sverige. Arten förekommer på Gotland och Öland. Artens livsmiljö är strandängar vid sötvatten.